# Fondazione Martin Bodmer
La Fondazione Martin Bodmer è una delle più importanti biblioteche private del mondo, nota anche come Bibliotheca Bodmeriana. Si trova a Cologny, in Svizzera. Cerca di approfondire «l'avventura dello Spirito Umano» partendo dalle origini della scrittura, sulla scia del suo fondatore Martin Bodmer, collezionista che tentò di costruire una «Biblioteca della letteratura mondiale».

## Collezioni
Nella biblioteca vengono custoditi 160 000 volumi in 80 lingue, centinaia di manoscritti di origine sia occidentale sia orientale, 270 incunaboli (stampe anteriori al 1500), tra i quali uno dei rari esemplari della Bibbia di Gutenberg.
Nel 2003 è stata inaugurata un'ala della biblioteca, concepita dall'architetto svizzero Mario Botta, che ha ricevuto il nome di Museo Bodmer e permette di esporre al pubblico i preziosi documenti. Un'esposizione intitolata Eroi vincitori si è tenuta in occasione dell'esposizione al pubblico del manoscritto originale de Le 120 giornate di Sodoma del Marchese de Sade.

## Galleria d'immagini

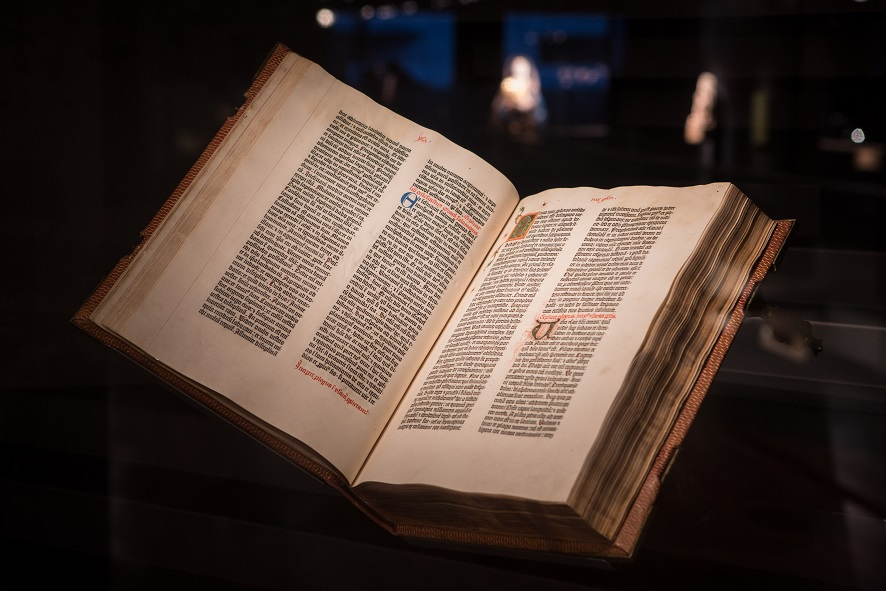
Bibbia di Gutenberg, 1454.
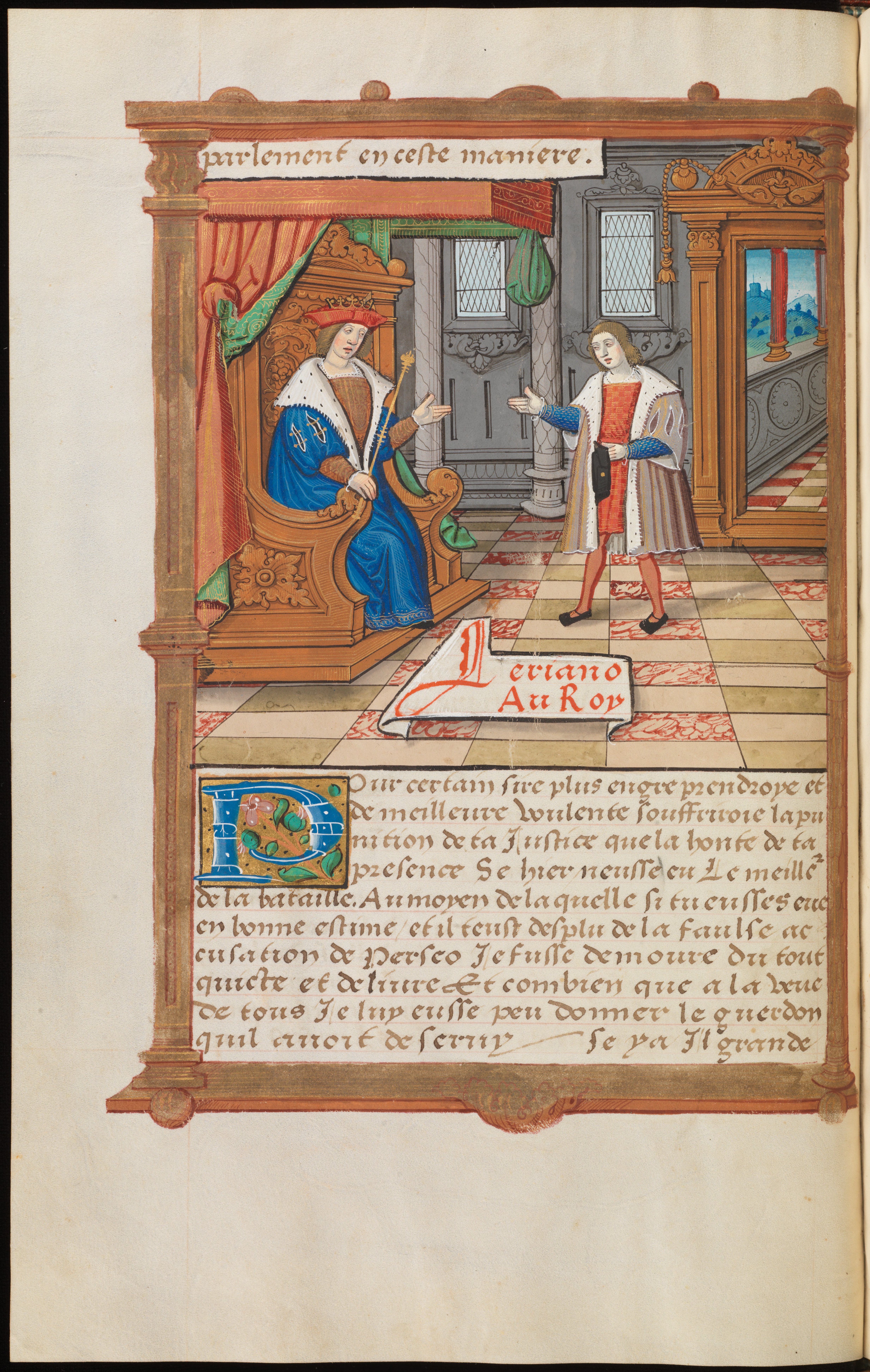
Lérian dinanzi al re, dal Roman de Lérian et Lauréolle. Miniatura del Maître des Entrées parisiennes (forse Jean Coene IV), inizio XVI secolo.
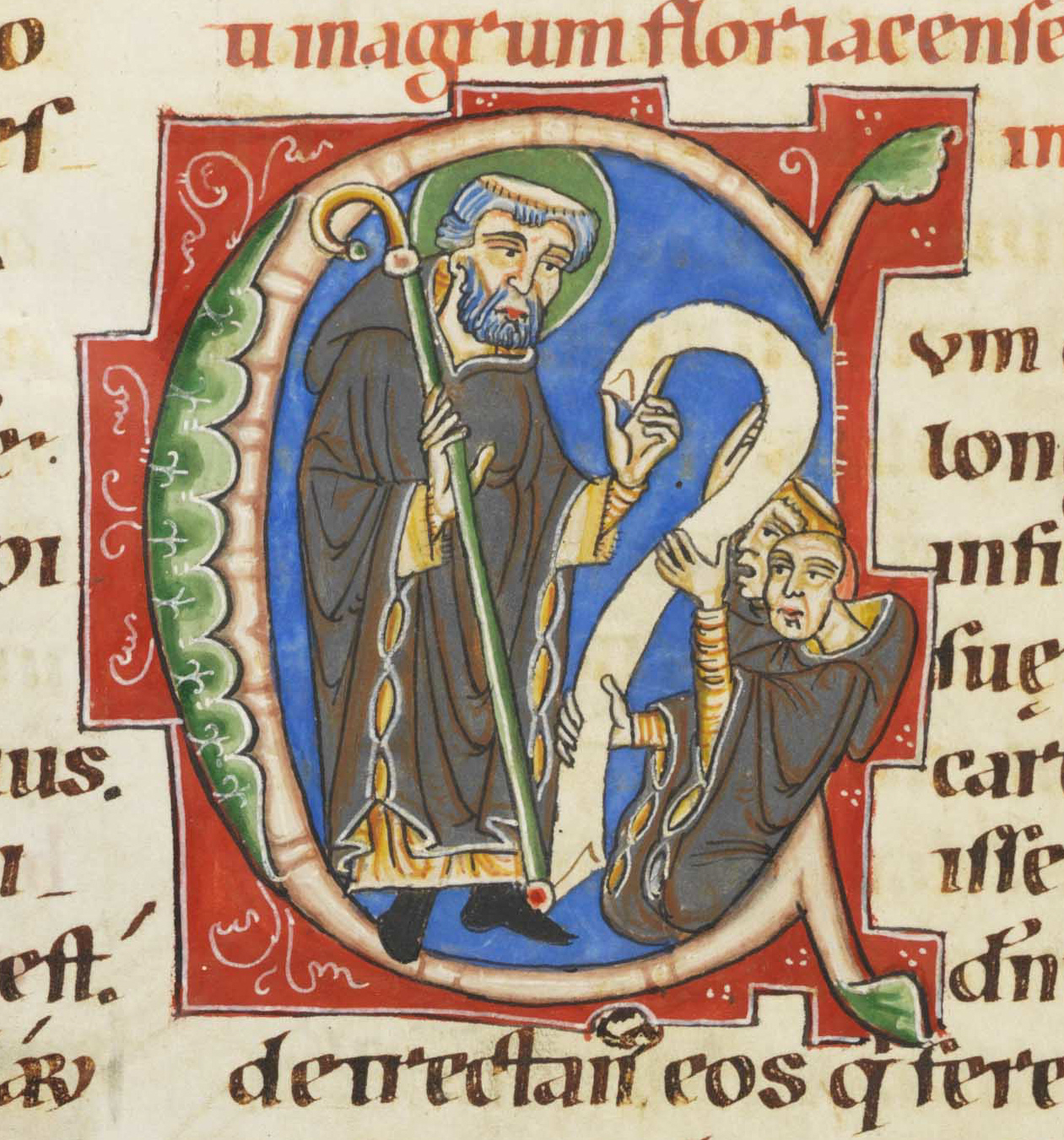
Capolettera del Codex Bodmer 127.
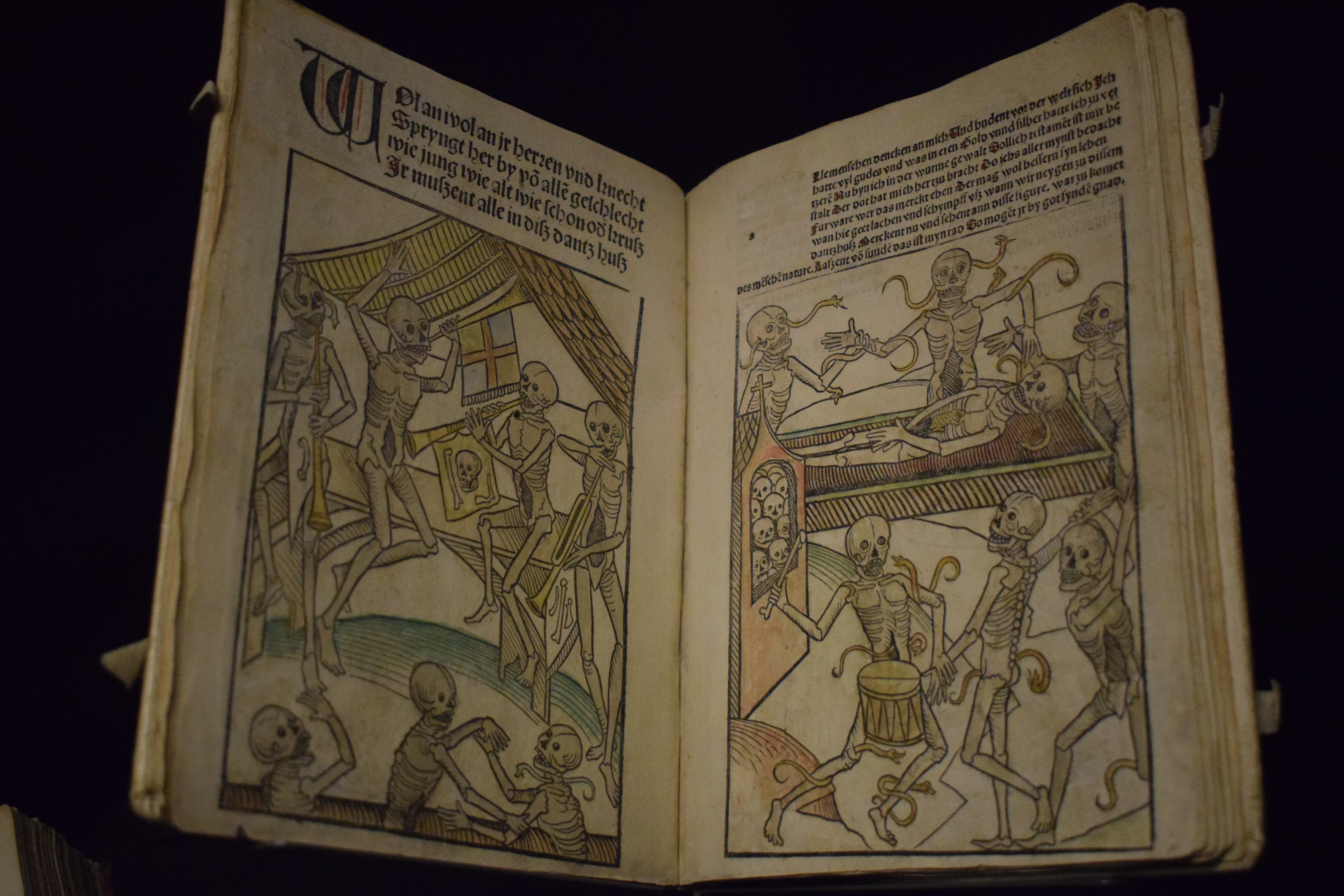
Danza macabra di Heidelberg, fine XV secolo.